# Мъчайъс
Мъчайъс (на английски: Machias) е град в САЩ, щата Мейн. Административен център е на окръг Вашингтон. Населението на града е 2102 души (по приблизителна оценка от 2017 г.). В Мъчайъс има университет и летище.